# دائرة باتنة
دائرة باتنة هي إحدى دوائر ولاية باتنة الجزائرية.